# 순천향체
순천향체는 순천향대학교에서 공개한 글꼴이다. 한글 2350자, 영문 94자, 숫자 및 아이콘 등의 약물 986자로 총 3430자가 포함되어 있다.